# Daniel Landa
Daniel Landa Fernández (Palencia, 25 de enero de 1974) es un periodista, escritor, guionista y director de documentales español.

## Biografía
Licenciado en Comunicación Audiovisual por la Universidad de Navarra. Director, presentador y guionista de varias series documentales de viajes y antropología y de varios monográficos que abordan temas sociales.
Dejó su Palencia natal, para ponerse el traje de explorador y viajar por todo el mundo en busca de historias remotas. Comenzó su carrera profesional colaborando en diversas productoras, como “Flymayer Internacional”. Fundó la empresa Auriga Films con la que diseñó varios proyectos entre 2001 y 2003. Posteriormente trabajó como director documental de “Palencia-Singapur, El viaje de los Tres Océanos”, emitido en EITB y Geoplaneta (Vía Digital). En 2004 y 2005 dirigió los contenidos de TV Rioja, donde ocupó varios cargos de responsabilidad.
En el año 2006 comienza el proyecto "Un Mundo Aparte". Dirigió una serie documental, que narra la historia de más de 100.000 kilómetros por carreteras de 5 continentes. La serie se emitió en TVE, National Geographic, Direct TV, Univisión, Grupo Planeta, entre otros canales. Un Mundo Aparte se ha visto en más de 130 países. Landa es autor del libro ‘Un Mundo Aparte’ editado en 2013 por Extended Game donde narra los avatares ocurridos durante los 25 meses que duró el rodaje.
Creador de la productora Doc & Road en 2014. Ha sido conferenciante en varias facultades de Comunicación Audiovisual, eventos de emprendimiento y culturales, clases magistrales y charlas sobre viajes.
Dirigió la expedición que viajó durante más de 12 meses por 18 países del Pacífico en busca de las tribus indígenas. Máximo responsable de la imagen y el diseño de la realización y guionista de los 10 capítulos que conforman la serie. Presentó Pacífico en sus dos versiones, inglés y español.
En 2019 se embarcó como director, productor ejecutivo, guionista y presentador de la serie documental Atlántico. Esta serie narra la historia de una expedición que recorre la costa atlántica desde Finisterre hasta el sur de África. La crisis del Covid-19 acabará afectando la ruta, en una época donde los viajes quedaron bloqueados en todo el mundo.
Landa también es director de documentales sociales, como Mi mundo Paralelo, 2023, un documental monográfico realizado con motivo del 125 aniversario de la Fundación del Hospital Aita Menni, en Mondragón, el documental ‘Invisibles’ en 2023. Este documental se adentra en el drama del sinhogarismo en la ciudad de Madrid y que invita a reflexionar sobre la pobreza en general. Una historia tratada desde el punto de vista de los que atienden a las personas que lo han perdido todo, desde la perspectiva de los psicólogos y sobre todo, desde la mirada de protagonistas, que nos cuentan la realidad de vivir en la calle.

## Expediciones
Viaje de los tres océanos
En 1999 recorrió en un Ford Mondeo la distancia que separa su ciudad natal, Palencia, de Singapur. Este viaje en coche les llevó a Daniel Landa y Alberto Fernández través de 22 países y tres océanos, recorriendo 22.000 kilómetros en 110 días. La primera expedición de Daniel Landa, le lleva a dirigir una expedición desde un pequeño pueblo de la provincia de Palencia, Autilla del Pino, hasta Singapur, cruzando Chechenia en plena guerra, Pakistán durante un golpe de Estado y territorios como la India o Nepal, antes de alcanzar Singapur.
Un Mundo Aparte
Entre el 2006 y 2008 comandó la vuelta al mundo más larga que se haya contado hasta la fecha en TV. Una travesía terrestre que incluye todas las grandes rutas del planeta, más de 100.000 kilómetros por carretera y 51 países. En aquel viaje dirigió la serie “Un Mundo Aparte” emitida en 130 países a través de National Geographic, en Estados Unidos por Univisión y en La 2 de TVE.
Un solo vehículo, una carretera, dos años. La expedición estuvo formada por Daniel Landa, el productor José Luis Feliu Rey y el cámara Alfonso Negrón Pardiñas, recorre a lo largo de 13 capítulos los parajes más espectaculares de la Tierra y es testigo de las culturas aborígenes del siglo XXI, conviviendo con ellas y mostrando su realidad.
Pacífico
Una ruta de 40.000 kilómetros desde el norte de Japón hasta las islas de Indonesia, de Borneo a Papúa, de la Micronesia al sur de Nueva Zelanda. Una expedición única, resultado de un año de viaje, llegando a las comunidades indígenas para dar voz a las tribus de los lugares más recónditos del planeta. La expedición estuvo formada por Daniel Landa, Yeray Martín y Pablo Vidal y se rodó en 2016.
La serie documental está formada por 10 episodios
Atlántico
Una expedición realizada en 2021, se trata de una aventura de 70.000 kilómetros recorriendo de norte a sur los países bañados por el océano Atlántico, desde Finisterre hasta Ciudad del Cabo. En el documental se muestran los paisajes y los pueblos que los habitan, pero además refleja la aventura que supone un gran viaje. Con Daniel viajaban Camila Rodríguez, Tato de la Rosa y Vinsen Modino.
Durante dos años y tras salir de Galicia y pasar por Portugal, Azores y Canarias, se internaron en África. En el recorrido incluyeron lugares más complicados como Mauritania, Costa de Marfil, Camerún o Angola. Desde Finisterre llegaron hasta el Cabo de las Agujas, en Sudáfrica.
La serie documental está formada por 13 episodios.

## Premios y reconocimientos
- 2022- Premios SER Palentino 2022.[20][21]